# Světlík
Světlík är en ort i Tjeckien.   Den ligger i regionen Södra Böhmen, i den sydvästra delen av landet, 150 km söder om huvudstaden Prag. Světlík ligger 780 meter över havet och antalet invånare är 260.
Terrängen runt Světlík är kuperad österut, men västerut är den platt. Runt Světlík är det ganska glesbefolkat, med 39 invånare per kvadratkilometer. Närmaste större samhälle är Český Krumlov, 11,6 km nordost om Světlík. I omgivningarna runt Světlík växer i huvudsak blandskog.